# Teoria della gravitazione di Nordström
In fisica teorica, la teoria della gravitazione di Nordström è stata un precursore della relatività generale. Parlando in senso stretto, ci sono state, effettivamente, due distinte teorie proposte dal fisico teorico finlandese Gunnar Nordström, nel 1912 e nel 1913, rispettivamente. La prima fu abbandonata rapidamente, ma la seconda divenne il primo esempio conosciuto di una teoria metrica della gravitazione, nella quale gli effetti della gravitazione sono interamente trattati in termini di geometria di uno spaziotempo curvo.
Nessuna delle teorie di Nordström è in accordo con le osservazioni e con i risultati sperimentali. Tuttavia, la prima resta di interesse poiché ha portato alla seconda; la seconda resta di interesse, sia come un'importante pietra miliare sulla strada verso la teoria corrente della gravitazione, la relatività generale, sia come un semplice esempio di teoria relativistica autoconsistente della gravitazione. Per esempio, questa teoria è particolarmente utile nel contesto delle discussioni pedagogiche su come derivare e testare le predizioni di una teoria metrica della gravitazione. 

## Sviluppo delle teorie
Le teorie di Nordström si sono sviluppate in un momento in cui diversi fisici, compresi Nordström a Helsinki, Max Abraham a Milano, Gustav Mie a Greifswald, in Germania, e Albert Einstein a Praga, stavano tutti cercando di formulare teorie relativistiche della gravitazione concorrenti tra loro.
Tutti questi ricercatori cominciarono cercando di modificare in modo adeguato la teoria esistente, ossia la versione secondo la teoria classica dei campi della teoria della gravitazione di Newton. In questa teoria, l'equazione di campo è l'equazione di Poisson {\displaystyle \Delta \phi =4\pi \rho }, dove {\displaystyle \phi } è il potenziale gravitazionale e {\displaystyle \rho } è la densità di materia, affiancata da un'equazione del moto per una particella di prova in un campo gravitazionale, che possiamo derivare dalla legge di forza di Newton e che afferma che l'accelerazione della particella di prova è data dal gradiente del potenziale
{\displaystyle {\frac {d{\vec {u}}}{dt}}=-\nabla \phi }
Tale teoria non è relativistica perché l'equazione del moto si riferisce al tempo come coordinata piuttosto che al tempo proprio e perché, se la materia di qualche oggetto isolato viene improvvisamente ridistribuita da un'esplosione, l'equazione di campo richiede che il potenziale, ovunque nello spazio, deve mutare istantaneamente, il che viola il principio in base al quale ogni informazione che ha un effetto fisico (in questo caso, un effetto sul moto della particella di prova lontano dalla sorgente del campo) non può essere trasmessa a velocità maggiore della velocità della luce. L'ex professore di calcolo di Einstein, Hermann Minkowski, aveva elaborato una teoria vettoriale della gravitazione già nel 1908, ma nel 1912, Abraham mostrò che tale teoria non avrebbe ammesso orbite planetarie stabili. Questa fu una ragione per la quale Nordström rivolse l'attenzione a teorie scalari della gravitazione (mentre Einstein esplorava le teorie tensoriali).
Il primo tentativo di Nordström di proporre una corretta equazione di campo scalare relativistica della gravitazione era la scelta più semplice e più naturale immaginabile: semplicemente, sostituire il laplaciano nell'equazione di campo per la teoria newtoninana con il dalembertiano o operatore d'onda, che dà {\displaystyle \Box \phi =4\pi \,\rho }. Questo ha il risultato di cambiare l'equazione di campo nel vuoto dall'equazione di Laplace all'equazione delle onde, il che significa che ogni informazione sulla ridistribuzione della materia in una posizione viene trasmessa alla velocità della luce alle altre posizioni. Corrispondentemente, potrebbe sembrare che la congettura più semplice per una corretta equazione del moto per una particella di prova sia {\displaystyle {\dot {u}}_{a}=-\phi _{,a}} dove il punto significa derivazione rispetto al tempo proprio, gli indici successivi alla virgola indicano la derivazione parziale rispetto alla coordinata indicizzata e dove {\displaystyle u^{a}} è la quadrivelocità della particella di prova. Questa legge di forza era stata precedentemente proposta da Abraham e Nordström sapeva che non avrebbe funzionato. Pertanto, egli, invece, propose {\displaystyle {\dot {u}}_{a}=-\phi _{,a}-{\dot {\phi }}\,u_{a}}.
Tuttavia, questa teoria è inaccettabile per una serie di motivi. Due obiezioni sono teoriche. In primo luogo, questa teoria non è derivabile da una lagrangiana, a differenza della teoria di campo newtoniana (o della maggior parte delle teorie metriche della gravitazione). In secondo luogo, l'equazione di campo proposta è lineare. Ma per analogia con l'elettromagnetismo, ci si dovrebbe aspettare che al campo gravitazionale sia associata dell'energia e, in base al lavoro di Einstein sulla teoria della relatività, ci si dovrebbe, inoltre, aspettare che tale energia sia equivalente alla massa e perciò alla gravità. Ciò implica che l'equazione di campo dovrebbe essere non lineare. Un'altra obiezione è più pratica: Questa teoria è drasticamente in disaccordo con le osservazioni.
Einstein e von Laue proposero che il problema potesse riguardare l'equazione di campo che, come essi suggerirono, dovrebbe avere la forma lineare {\displaystyle FT_{\rm {materia}}=\rho }, dove F è una funzione ancora incognita di {\displaystyle \phi } e dove Tmateria è la traccia del tensore energia-impulso che descrive la densità, la quantità di moto e lo sforzo di tutta la materia presente.
In risposta a queste critiche, Nordström propose la sua seconda teoria nel 1913. Dalla proporzionalità tra massa inerziale e massa gravitaazionale, egli dedusse che l'equazione di campo dovrebbe essere {\displaystyle \phi \,\Box \phi =-4\pi \,T_{\rm {materia}}}, che è non lineare. Nordström, a questo punto, assunse che l'equazione del moto fosse 
{\displaystyle {\frac {d\left(\phi \,u_{a}\right)}{ds}}=-\phi _{,a}}
oppure {\displaystyle \phi \,{\dot {u}}_{a}=-\phi _{,a}-{\dot {\phi }}\,u_{a}}.
Einstein, alla prima occasione annunciò la sua approvazione della nuova teoria. In un intervento chiave alla riunione annuale della Società degli Scienziati e Fisici Tedeschi, a Vienna, il 23 settembre 1913, Einstein esaminò lo stato dell'arte, dechiarando che solo il suo lavoro con Marcel Grossmann e la seconda teoria di Nordström erano degni di considerazione. (Mie, che era nel pubblico, si alzò per protestare, ma Einstein spiegò i suoi criteri e Mie fu costretto ad ammettere che la sua teoria non li rispettava.) Einstein considerò il caso particolare in cui l'unica materia presente sia una nuvola di polvere (cioè un fluido perfetto in cui si assume che la pressione sia trascurabile). Egli sostenne che il contributo di questa materia al tensore energia-impulso dovrebbe essere: 
{\displaystyle \left(T_{\rm {materia}}\right)_{ab}=\phi \,\rho \,u_{a}\,u_{b}}
Dopo, egli derivò un'espressione per il tensore energia-impulso del campo gravitazionale nella seconda teoria di Nordström,
{\displaystyle 4\pi \,\left(T_{\rm {grav}}\right)_{ab}=\phi _{,a}\,\phi _{,b}-1/2\,\eta _{ab}\,\phi _{,m}\,\phi ^{,m}}
proponendo che fosse valida in generale, e dimostrò che la somma dei contributi al tensore energia-impulso dati dall'energia del campo gravitazionale e dalla materia sarebbe conservata, come è giusto che sia. Inoltre, dimostrò che l'equazione di campo della seconda teoria di Nordström segue dalla lagrangiana
{\displaystyle L={\frac {1}{8\pi }}\,\eta ^{ab}\,\phi _{,a}\,\phi _{,b}-\rho \,\phi }
Poiché l'equazione del moto di Nordström per le particelle di prova in un campo gravitazionale anche segue da una lagrangiana, ciò dimostra che la seconda teoria di Nordström può essere derivata da un principio d'azione e dimostra anche che essa obbedisce ad altre proprietà che occorre richiedere ad una teoria di campo autoconsistente.
Nel frattempo, uno studente olandese dotato, Adriaan Fokker, scrisse una tesi di dottorato sotto la guida di Hendrik Lorentz in cui derivava ciò che oggi è chiamata equazione di Fokker-Planck. Lorentz, contento per il successo del suo ex-studente, organizzò per fare in modo che Fokker proseguisse lo studio di post-dottorato con Einstein a Praga. Il risultato fu un articolo storico, pubblicato nel 1914, in cui Einstein e Fokker osservavano che la lagrangiana per l'equazione del moto di Nordström per le particelle di prova, {\displaystyle L=\phi ^{2}\,\eta _{ab}\,{\dot {u}}^{a}\,{\dot {u}}^{b}}, è la lagrangiana corrispondente alla geodetica per una varietà lorentziana curva con tensore metrico {\displaystyle g_{ab}=\phi ^{2}\,\eta _{ab}}. Se si adottano le coordinate cartesiane con elemento di linea {\displaystyle d\sigma ^{2}=\eta _{ab}\,dx^{a}\,dx^{b}} con il corrispondente operatore d'onda {\displaystyle \Box } sul background piatto, o spaziotempo di Minkowski, in modo tale che l'elemento di linea dello spaziotempo curvo sia {\displaystyle ds^{2}=\phi ^{2}\,\eta _{ab}\,dx^{a}\,dx^{b}}, allora lo scalare di Ricci di questo spaziotempo è soltanto 
{\displaystyle R=-{\frac {6\,\Box \phi }{\phi ^{3}}}}
Pertanto, l'equazione di campo di Nordström diventa semplicemente
{\displaystyle R=24\pi \,T}
dove al membro di destra è stata presa la traccia del tensore energia-impulso (con i contributi dati dalla materia più ogni campo non gravitationale) usando il tensore metrico {\displaystyle g_{ab}}. Questo è un risultato storico, perché qui, per la prima volta, si ha un'equazione di campo in cui al membro sinistro si trova una quantità puramente geometrica (lo scalare di Ricci è la traccia del tensore di Ricci, che è esso stesso un tipo di traccia del Tensore di curvatura di Riemann di quarto rango) e al membro destro si trova una quantità puramente fisica, la traccia del tensore energia-impulso. Einstein sottolineò che questa equazione ora assumeva la forma che aveva precedentemente proposto con von Laue e dava un esempio concreto di una classe di teorie che aveva studiato con Grossmann
Qualche tempo dopo, Hermann Weyl introdusse il Tensore di curvatura di Weyl {\displaystyle C_{abcd}}, che misura la deviazione di una varietà lorentziana dall'essere conformemente piatta, cioè con il tensore metrico che abbia la forma di un prodotto di una certa funzione scalare per il tensore metrico di uno spaziotempo piatto. Questa è esattamente la forma speciale della metrica proposta nella seconda teoria di Nordström, dunque l'intero contenuto di questa teoria può essere sintetizzato nelle seguenti due equazioni:
{\displaystyle R=24\pi \,T,\;\;\;C_{abcd}=0}

## Caratteristiche della teoria di Nordström
Einstein fu attratto dalla seconda teoria di Nordström per la sua semplicità. Le equazioni di campo per il vuoto nella teoria di Nordström sono semplici 
{\displaystyle R=0,\;\;\;C_{abcd}=0}
È possibile scrivere immediatamente la soluzione generale per il vuoto nella teoria di Nordström:
{\displaystyle ds^{2}=\exp(2\psi )\,\eta _{ab}\,dx^{a}\,dx^{b},\;\;\;\Box \psi =0}
dove {\displaystyle \phi =\exp(\psi )} e {\displaystyle d\sigma ^{2}=\eta _{ab}\,dx^{a}\,dx^{b}} è l'elemento di linea per lo spaziotempo piatto in qualsiasi sistema di coordinate conveniente (come le coordinate cilindriche, sferiche polari o doppiamente nulle) e dove {\displaystyle \Box } è l'operatore d'onda ordinario sullo spaziotempo piatto (espresso in coordinate cilindriche, sferiche polari o doppiamente nulle, rispettivamente). Ma la soluzione generale dell'equazione delle onde tridimensionale ordinaria è ben nota e può essere data in forma piuttosto esplicita. Specialmente, per certi sistemi di coordinate come le coordinate cilindriche o sferiche polari sullo spaziotempo piatto (che inducono delle coordinate corrispondenti sulla nostra varietà lorentziana curva), possiamo scrivere la soluzione generale in termini di serie di potenze e possiamo scrivere la soluzione generale di certi problemi di Cauchy nel modo familiare mediante i potenziali di Liénard-Wiechert in elettromagnetismo.
In ogni soluzione per le equazioni di campo di Nordström's (vuoto o altrimenti), se immaginiamo che {\displaystyle \psi } controlli una perturbazione conforme dallo spaziotempo piatto, allora al primo ordine in {\displaystyle \psi } abbiamo
{\displaystyle ds^{2}=\exp(2\,\psi )\,\eta _{ab}\,dx^{a}\,dx^{b}\approx (1+2\psi )\,\eta _{ab}\,dx^{a}\,dx^{b}}
Pertanto, nell'approssimazione di campo debole, possiamo identificare {\displaystyle \psi } con il potenziale gravitazionale newtoniano e possiamo considerarlo come se controllasse una piccola perturbazione conforme in uno spaziotempo piatto di background.
In ogni teoria metrica della gravitazione, tutti gli effetti gravitazionali derivano dalla curvatura della metrica. In un modello di spaziotempo nella teoria di Nordström (ma non nella relatività generale), questo dipende solo dalla traccia del tensore energia-impulso. Ma l'energia di campo di un campo elettromagnetico contribuisce con un termime al tensore energia-impulso che è a traccia nulla, dunque nella teoria di Nordström, l'energia del campo elettromagnetico non gravita! Infatti, poiché ogni soluzione delle equazioni di campo di questa teoria è uno spaziotempo che è, tra l'altro, conformemente equivalente allo spaziotempo piatto, le geodetiche nulle devono essere in accordo con lo geodetiche del background piatto, in modo tale che questa teoria non possa presentare alcuna increspatura.
Incidentalmente, il fatto che la tracia del tensore energia-impulso per una electrovacuum solution (una soluzione per la quale non è presente alcuna materia, né campi non gravitazionali ad eccezione di un campo elettromagnetico) si annulla mostra che nella electrovacuum solution generale nella teoria di Nordström's, il tensore metrico ha la stessa forma che ha nelle soluzioni nel vuoto, dunque occorre soltanto scrivere e risolvere le equazioni di campo di Maxwell in uno spaziotempo piatto. Ma queste sono conformemente invarianti, quindi possiamo anche scrivere la electrovacuum solution generale, per esempio, in termini di una serie di potenze.
In ogni varietà lorentziana (con campi tensoriali appropriati che descrivano qualsiasi materia e campo fisico) che costituisca una soluzione per le equazioni di campo di Nordström, la parte conforme del tensore di Riemann (cioè il tensore di Weyl) si annulla sempre. Anche lo scalare di Ricci si annulla identicamente in ogni regione di vuoto (o, addirittura, in ogni regione libera dalla materia ma contenente un campo elettromagnetico). Ci sono ulteriori restrizioni al tensore di Riemann nella teoria di Nordström?
Per scoprirlo, si noti che un'importante identità dalla teoria delle varietà, la decomposizione di Ricci, divide il tensore di Riemann in tre pezzi, che sono tutti tensori di quarto rango, costruiti, rispettivamente, da: lo scalare di Ricci, il tensore di Ricci trace-free
{\displaystyle S_{ab}=R_{ab}-{\frac {1}{4}}\,R\,g_{ab}}
e il tensore di Weyl. Ne segue immediatamente che la teoria di Nordström lascia il tensore di Ricci trace-free completamente svincolato dalle relazioni algebriche (il che è cosa diversa dalla proprietà simmetrica, di cui questo tensore di secondo rango gode sempre). Ma tenendo conto dell'identità di Bianchi twice-contracted e detraced, un'identità differenziale che vale per il tensore di Riemann in ogni varietà (semi)-riemanniana, si può vedere che nella teoria di Nordström, come conseguenza delle equazioni di campo, si ha l'equazione differenziale covariante del primo ordine 
{\displaystyle {{S_{a}}^{b}}_{;b}=6\,\pi \,T_{;a}}
che vincola la parte semi-traceless del tensore di Riemann (quella costruita dal tensore di Ricci trace-free).
Così, secondo la teoria di Nordström, in una regione di vuoto solo la parte semi-traceless del tensore di Riemann può essere non nulla. Allora, il nostro vincolo differenziale covariante su {\displaystyle S_{ab}} mostra come le variazioni nella traccia del tensore energia-impulso nel nostro modello di spaziotempo possono generare un tensore di Ricci trace-free non nullo e quindi una curvatura semi-traceless non nulla, che si può propagare in una regione di vuoto. Questo è di fondamentale importanza, poiché altrimenti la gravitazione non sarebbe, secondo questa teoria, una forza a lungo raggio in grado di propagarsi attraverso il vuoto.
In relatività generale, accade qualcosa di simile, ma lì è il tensore di Ricci che si annulla in ogni regione di vuoto (ma non in una regione che è priva di materia ma contiene un campo elettromagnetico) ed è la curvatura di Weyl che è generata (attraverso un'altra equazione differenziale covariante del primo ordine) da variazioni nel tensore energia-impulso e che poi si propagano nelle regioni di vuoto, rendendo la gravitazione una forza a lungo raggio in grado di propagarsi attraverso il vuoto.
È possibile mettere in tabella le principali differenze basilari tra la teoria di Nordström e la relatività generale, come segue:
|                          | Tipo di curvatura              | Nordström                                  | Einstein                                   |
| ------------------------ | ------------------------------ | ------------------------------------------ | ------------------------------------------ |
| {\displaystyle R}        | scalare                        | si annulla in electrovacuum                | si annulla in electrovacuum                |
| {\displaystyle S_{ab}}   | per metà priva di traccia      | non nullo per la radiazione gravitazionale | si annulla nel vuoto                       |
| {\displaystyle C_{abcd}} | completamente priva di traccia | si annulla sempre                          | non nullo per la radiazione gravitazionale |

Un'altra caratteristica della teoria di Nordström's è che essa può essere scritta come la teoria di un certo campo scalare nello spaziotempo di Minkowski, ed in questa forma gode dell'attesa legge di conservazione per massa-energia non gravitazionale insieme all'energia del campo gravitazionale, ma soffre di una legge di forza non molto facile da ricordare. Nella formulazione con uno spaziotempo curvo, il moto delle particelle di prova è descritto (la linea d'universo di una particella di prova libera è una geodetica di tipo tempo e per un limite ovvio la linea d'universo di un impulso laser è una geodetica nulla), ma si perde la legge di conservazione. Quindi, quale interpretazione è corretta? In altre parole, quale metrica è quella che, secondo Nordström può essere misurata localmente mediante esperimenti fisici? La risposta è: lo spaziotempo curvo è quello fisicamente osservabile in questa teoria (come in tutte le teorie metriche della gravitazione); il flat background è una semplice rappresentazione matematica che però è di valore inestimabile per scopi quali la scrittura della soluzione generale di vuoto o lo studio del limite di campo debole.
A questo punto, si potrebbe dimostrare che, nel limite di particelle di prova che si muovano lentamente e di campi gravitazionali deboli che evolvano lentamente, la teoria di Nordström della gravitazione si riduca alla teoria newtoniana della gravitazione. Piuttosto che dimostrarlo in dettaglio, procederemo ad uno studio dettagliato delle due soluzioni più importanti in questa teoria:
- le soluzioni nel vuoto asintoticamente piatte statiche a simmetria sferica
- le soluzioni generali di onde piane gravitazionali nel vuoto in questa teoria.

Utilizzeremo le prime per ottenere le predizioni della teoria di Nordström per i quattro test classici relativi al Sistema Solare per le teorie relativistiche della gravitazione (nel campo generato da un oggetto isolato a simmetria sferica) ed utilizzeremo le seconde per confrontare la radiazione gravitazionale nella teoria di Nordström e nella teoria della relatività generale di Einstein.

## Le soluzioni nel vuoto asintoticamente piatte statiche a simmetria sferica
Le soluzioni statiche nel vuoto nella teoria di Nordström sono le varietà lorentziane con metriche della forma 
{\displaystyle ds^{2}=\exp(2\psi )\,\eta _{ab}\,dx^{a}\,dx^{b},\;\;\Delta \psi =0}
dove, a destra, possiamo prendere l'operatore di Laplace per lo spaziotempo piatto. Al primo ordine in {\displaystyle \psi }, la metrica diventa 
{\displaystyle ds^{2}=(1+2\,\psi )\,\eta _{ab}\,dx^{a}\,dx^{b}}
dove {\displaystyle \eta _{ab}\,dx^{a}\,dx^{b}} è la metrica dello spaziotempo di Minkowski (il flat background).

### La metrica
Adottando le coordinate sferiche polari ed utilizzando le note soluzioni a simmetria sferica che si annullano asintoticamente dell'equazione di Laplace, possiamo scrivere la desiderata soluzione esatta come 
{\displaystyle ds^{2}=(1-m/\rho )\,\left(-dt^{2}+d\rho ^{2}+\rho ^{2}\,(d\theta ^{2}+\sin(\theta )^{2}\,d\phi ^{2})\right)}
dove giustifichiamo la nostra scelta delle costanti di integrazione con il fatto che questa è l'unica scelta che dà il corretto limite newtoniano. Questo dà la soluzione in termini di coordinate le quali, direttamente, mostrano il fatto che questo spaziotempo è conformemente equivalente allo spaziotempo di Minkowski, ma la coordinata radiale in questo sistema di coordinate non ammette facilmente un'interpretazione geometrica diretta. Perciò, adottiamo invece le coordinate di Schwarzschild, usando la trasformazione {\displaystyle r=\rho \,(1-m/\rho )}, che porta la metrica nella forma 
{\displaystyle ds^{2}=(1+m/r)^{-2}\,(-dt^{2}+dr^{2})+r^{2}\,(d\theta ^{2}+\sin(\theta )^{2}\,d\phi ^{2})}
{\displaystyle -\infty <t<\infty ,\;0<r<\infty ,\;0<\theta <\pi ,\;-\pi <\phi <\pi }
Qui, ora r ha la semplice interpretazione geometrica che l'area superficiale della sfera coordinata {\displaystyle r=r_{0}} è proprio {\displaystyle 4\pi \,r_{0}^{2}}.
Proprio come accade per la corrispondente soluzione asintoticamente piatta statica a simmetria sferica della relatività generale, questa soluzione ammette un gruppo di Lie quadridimensionale di isometrie, o equivalentemente, un'algebra di Lie (reale) quadridimensionale di campi vettoriali di Killing. Si determina facilmente che essi sono 
{\displaystyle \partial _{t}} (translazione nel tempo)
{\displaystyle \partial _{\phi }} (rotazione intorno a un asse passante per l'origine)
{\displaystyle -\cos(\phi )\,\partial _{\theta }+\cot(\theta )\,\sin(\phi )\,\partial _{\phi }}
{\displaystyle \sin(\phi )\,\partial _{\theta }+\cot(\theta )\,\cos(\phi )\,\partial _{\phi }}
Questi sono esattamente gli stessi campi vettoriali che compaiono nel sistema di coordinate di Schwarzschild per la soluzione di Schwarzschild nel vuoto della relatività generale ed essi semplicemente esprimono il fatto che questo spaziotempo è statico ed a simmetria sferica.

### Geodetiche
Le equazioni geodetiche sono facilmente ottenute dalla lagrangiana geodetica. Come sempre, esse sono equazioni differenziali ordinarie non lineari del secondo ordine.
Se poniamo {\displaystyle \theta =\pi /2} troviamo che il moto di una particella di prova confinato nel piano equatoriale è possibile e in questo caso gli integrali primi (equazioni differenziali ordinarie del primo ordine) sono ottenuti facilmente. In primo luogo, abbiamo 
{\displaystyle {\dot {t}}=E\,\left(1+m/r\right)^{2}\approx E\,\left(1+2m/r\right)}
dove al primo ordine in m abbiamo lo stesso risultato che si ha per il vuoto di Schwarzschild. Questo dimostra anche che la teoria di Nordström è in accordo con il risultato dell'esperimento di Pound-Rebka.  In secondo luogo, abbiamo 
{\displaystyle {\dot {\phi }}=L/r^{2}}
che è lo stesso risultato che si ha per il vuoto di Schwarzschild. Questo esprime la conservazione del momento angolare orbitale delle particelle di prova in moto nel piano equatoriale, e mostra che il periodo di un'orbita quasi circolare (come osservato da un osservatore lontano) sarà lo stesso che si ha per il vuoto di Schwarzschild. In terzo luogo, con {\displaystyle \epsilon =-1,0,1} per le geodetiche di tipo tempo, nulle, di tipo spazio, troviamo 
{\displaystyle {\frac {{\dot {r}}^{2}}{\left(1+m/r\right)^{4}}}=E^{2}-V}
dove 
{\displaystyle V={\frac {L^{2}/r^{2}-\epsilon }{\left(1+m/r\right)^{2}}}}
è un tipo di potenziale effettivo. Nel caso delle geodetiche di tipo tempo, da ciò vediamo che esistono orbite circolari stabili con {\displaystyle r_{c}=L^{2}/m}, che sono perfettamente in accordo con la teoria newtoniana (se ignoriamo il fatto che ora l'interpretazione a distanza di r angolare ma non radiale è in accordo con le nozioni di spazio piatto). Al contrario, nel vuoto di Schwarzschild abbiamo al primo ordine in m l'espressione {\displaystyle r_{c}\approx L^{2}/m-3m}.  In un certo senso, il termine extra qui presente deriva dalla non linearità delle equazioni di campo di Einstein nel vuoto.

### Osservatori statici
Ha senso chiedersi quanta forza sia richiesta per trattenere una particella di prova di data massa presso l'oggetto massivo che noi assumiamo essere la sorgente di questo campo gravitazionale a simmetria sferica. Per scoprirlo, occorre solo adottare il semplice frame field
{\displaystyle {\vec {e}}_{0}=\left(1+m/r\right)\,\partial _{t}}
{\displaystyle {\vec {e}}_{1}=\left(1+m/r\right)\,\partial _{r}}
{\displaystyle {\vec {e}}_{2}={\frac {1}{r}}\,\partial _{\theta }}
{\displaystyle {\vec {e}}_{3}={\frac {1}{r\,\sin(\theta )}}\,\partial _{\phi }}
Allora, l'accelerazione della linea d'universo della nostra particella di prova è semplicemente
{\displaystyle \nabla _{{\vec {e}}_{0}}{\vec {e}}_{0}={\frac {m}{r^{2}}}\,{\vec {e}}_{2}}
Così, la particella must maintain radially outward per mantenere la propria posizione, con una grandezza data dalla familiare espressione newtoniana (ma, di nuovo, dobbiamo tener presente che la coordinata radiale qui non può essere identificata con una coordinata radiale dello spazio piatto). Detto in altre parole, questa è l'accelerazione gravitazionale misurata da un osservatore statico che usa un razzo progettato per mantenere la propria posizione. Al contrario, al secondo ordine in m, nel vuoto di Schwarzschild la grandezza dell'accelerazione uscente radialmente di un osservatore statico è m r-2 + m^2 r-3; anche qui, il secondo termine esprime il fatto che la gravità di Einstein è leggermente più forte presso i punti corrispondenti per la gravità di Nordström.
Il tensore di marea misurato da un osservatore statico è 
{\displaystyle E[{\vec {X}}]_{ab}={\frac {m}{r^{3}}}\,{\rm {diag}}(-2,1,1)+{\frac {m^{2}}{r^{4}}}\,{\rm {diag}}(-1,1,1)}
dove prendiamo {\displaystyle {\vec {X}}={\vec {e}}_{0}}. Il primo termine è in accordo con la soluzione corrispondente nella teoria newtoniana della gravitazione e con quella nella relatività generale. Il secondo termine mostra che le forze di marea sono un po' più forti nella teoria della gravitazione di Nordström che in quella di Einstein.

### Precessione extra-newtoniana dei periastri
Nella nostra discussione sulle equazioni geodetiche, abbiamo mostrato che nel piano coordinato equatoriale {\displaystyle \theta =\pi /2} abbiamo 
{\displaystyle {\dot {r}}^{2}=(E^{2}-V)\;(1+m/r)^{4}}
dove {\displaystyle V=(1+L^{2}/r^{2})/(1+m/r)^{2}} per una geodetica di tipo tempo. Differenziando rispetto al tempo proprio s, otteniamo 
{\displaystyle 2{\dot {r}}{\ddot {r}}={\frac {d}{dr}}\left((E^{2}-V)\,(1+m/r)^{4}\right)\;{\dot {r}}}
Dividendo entrambi i membri per {\displaystyle {\dot {r}}} si ha 
{\displaystyle {\ddot {r}}={\frac {1}{2}}\,{\frac {d}{dr}}\left((E^{2}-V)\,(1+m/r)^{4}\right)}
Abbiamo trovato prima che il minimo di V si verifica per {\displaystyle r_{c}=L^{2}/m} dove {\displaystyle E_{c}=L^{2}/(L^{2}+m^{2})}. Valutando la derivata, utilizzato i nostri precedenti risultati e ponendo {\displaystyle \varepsilon =r-L^{2}/m^{2}}, troviamo 
{\displaystyle {\ddot {\varepsilon }}=-{\frac {m^{4}}{L^{8}}}\,(m^{2}+L^{2})\,\varepsilon +O(\varepsilon ^{2})}
che è (al primo ordine) l'equazione del moto armonico semplice.
In altre parole, le orbite quasi circolari presenteranno un'oscillazione radiale. Tuttavia, a differenza di quanto accade per la gravitazione newtoniana, il periodo di questa oscillazione non corrisponderà abbastanza al periodo orbitale. Ciò comporterà una lenta precessione dei periastri (punti di maggiore avvicinamento) della nostra orbita quasi circolare, o in modo più evidente, in una lenta rotazione dell'asse maggiore di un'orbita quasi ellittica quasi kepleriana. Specificamente, 
{\displaystyle \omega _{\rm {shm}}\approx {\frac {m^{2}}{L^{4}}}\,{\sqrt {m^{2}+L^{2}}}={\frac {1}{r^{2}}}\,{\sqrt {m^{2}+mr}}}
(dove abbiamo usato {\displaystyle L={\sqrt {mr}}} e rimosso la scritta nel pedice da {\displaystyle r_{c}}), mentre 
{\displaystyle \omega _{\rm {orb}}={\frac {L}{r^{2}}}={\sqrt {m/r^{3}}}}
La discrepanza è 
{\displaystyle \Delta \omega =\omega _{\rm {orb}}-\omega _{\rm {shm}}={\sqrt {\frac {m}{r^{3}}}}-{\sqrt {{\frac {m^{2}}{r^{4}}}+{\frac {m}{r^{3}}}}}\approx -{\frac {1}{2}}{\sqrt {\frac {m^{3}}{r^{5}}}}}
quindi il ritardo periastrale per orbita è 
{\displaystyle \Delta \phi =2\pi \,\Delta \omega \approx -\pi \,{\sqrt {\frac {m^{3}}{r^{5}}}}}
ed al primo ordine in m, l'asse maggiore dell'orbita quasi ellittica ruota con tasso pari a 
{\displaystyle {\frac {\Delta \phi }{\omega _{\rm {orb}}}}\approx -{\frac {\pi m}{r}}}
Ciò può essere comparato con l'espressione corrispondente per la soluzione di Schwarzschild nel vuoto in relatività generale, che è (al primo ordine in m)
{\displaystyle {\frac {\Delta \phi }{\omega _{\rm {orb}}}}\approx {\frac {6\pi m}{r}}}
Così, nella teoria di Nordström, se l'orbita quasi ellittica è trasversale in senso antiorario, l'asse maggiore ruota lentamente in senso orario, mentre in relatività generale, esso ruota in senso antiorario sei volte più velocemente. Nel primo caso possiamo parlare di un ritardo periastrale e nel secondo caso, di un anticipo periastrale. In entrambe le teorie, con più lavoro, possiamo derivare espressioni più generali, ma qui ci limiteremo a trattare il caso speciale di orbite quasi circolari.
Per esempio, secondo la teoria di Nordström, il perielio di Mercurio dovrebbe ritardare con un tasso di circa 7 secondi di arco per secolo, mentre secondo la relatività generale, il perielio dovrebbe anticipare con un tasso di circa 43 secondi di arco per secolo.

### Ritardo della luce
Le geodetiche nulle nel piano equatoriale della nostra soluzione soddisfano 
{\displaystyle 0={\frac {-dt^{2}+dr^{2}}{(1+m/r)^{2}}}+r^{2}\,d\phi ^{2}}
Consideriamo due eventi su una geodetica nulla, prima e dopo il suo punto di maggiore avvicinamento all'origine.
Queste distanze siano {\displaystyle R_{1},\,R,\,R_{2}} con {\displaystyle R_{1},\,R_{2}\gg R}. Desideriamo eliminare {\displaystyle \phi }, così poniamo {\displaystyle R=r\,\cos \phi } (l'equazione di una retta in coordinate polari) e differenziamo per ottenere 
{\displaystyle 0=-r\sin \phi \,d\phi +\cos \phi \,dr}
Così 
{\displaystyle r^{2}\,d\phi ^{2}=\cot(\phi )^{2}\,dr^{2}={\frac {R^{2}}{r^{2}-R^{2}}}\,dr^{2}}
Inserendo questo nell'elemento di linea e risolvendo per dt, otteniamo 
{\displaystyle dt\approx {\frac {1}{\sqrt {r^{2}-R^{2}}}}\;\left(r+m\,{\frac {R^{2}}{r^{2}}}\right)\;dr}
Così il tempo coordinato dal primo evento all'evento di maggiore avvicinamento è
{\displaystyle (\Delta t)_{1}=\int _{R}^{R_{1}}dt\approx {\frac {m+R_{1}}{R_{1}}}\,{\sqrt {R_{1}^{2}-R^{2}}}={\sqrt {R_{1}^{2}-R^{2}}}+m\,{\sqrt {1-(R/R_{1})^{2}}}}
e allo stesso modo 
{\displaystyle (\Delta t)_{2}=\int _{R}^{R_{2}}dt\approx {\frac {m+R_{2}}{R_{2}}}\,{\sqrt {R_{2}^{2}-R^{2}}}={\sqrt {R_{2}^{2}-R^{2}}}+m\,{\sqrt {1-(R/R_{2})^{2}}}}
Qui, il tempo coordinato trascorso, atteso dalla teoria newtoniana, è ovviamente 
{\displaystyle {\sqrt {R_{1}^{2}-R^{2}}}+{\sqrt {R_{2}^{2}-R^{2}}}}
Quindi il ritardo temporale relativistico, secondo la teoria di Nordström's, è 
{\displaystyle \Delta t=m\,\left({\sqrt {1-(R/R_{1})^{2}}}+{\sqrt {1-(R/R_{2})^{2}}}\right)}
Al primo ordine per piccoli rapporti {\displaystyle R/R_{1},\;R/R_{2}} ciò si riduce a {\displaystyle \Delta t=2m}.
Il risultato corrispondente in relatività generale è 
{\displaystyle \Delta t=2m+2m\,\log \left({\frac {4\,R_{1}\,R_{2}}{R^{2}}}\right)}
che dipende logaritmicamente dai piccoli rapporti {\displaystyle R/R_{1},\;R/R_{2}}. Per esempio, nel classico esperimento nel quale, in un momento in cui, visto dalla Terra, Venere sta per passare dietro il Sole, un segnale radar trasmesso dalla Terra sfiora il bordo del Sole, rimbalza su Venere e ritorna verso la Terra (sfiorando nuovamente il bordo del Sole), il ritardo temporale relativo è di circa 20 microsecondi secondo la teoria di Nordström e circa 240 microsecondi secondo la relatività generale.

### Riassunto dei risultati
Possiamo riassumere i risultati trovati sopra nella seguente tabella, nella quale le espressioni date rappresentano approssimazioni appropriate:
|                                                      | Newton                                         | Nordström                                                                         | Einstein                                                                            |
| ---------------------------------------------------- | ---------------------------------------------- | --------------------------------------------------------------------------------- | ----------------------------------------------------------------------------------- |
| Accelerazione di una particella di prova statica     | m r-2                                          | m r-2                                                                             | m r-2 + m2 r-3                                                                      |
| Forza di marea extra-coulombiana                     | 0                                              | m2 r-4 diag(-1,1,1)                                                               | 0                                                                                   |
| Raggio orbita circolare                              | R = L2 m-1                                     | R = L2 m -1                                                                       | R = L2 m-1 − 3 m                                                                    |
| Fattore di spostamento verso il rosso gravitazionale | 1                                              | 1 + m r -1                                                                        | 1 + m r -1                                                                          |
| Angolo di light bending                              | {\displaystyle \delta \phi ={\frac {2\,m}{R}}} | 0                                                                                 | {\displaystyle \delta \phi ={\frac {4\,m}{R}}}                                      |
| Tasso di precessione dei periastri                   | 0                                              | {\displaystyle {\frac {\Delta \phi }{\omega _{\rm {orb}}}}=-{\frac {\pi \,m}{R}}} | {\displaystyle {\frac {\Delta \phi }{\omega _{\rm {orb}}}}={\frac {6\,\pi \,m}{R}}} |
| Ritardo temporale                                    | 0                                              | {\displaystyle 2\,m}                                                              | {\displaystyle 2\,m+2\,m\;\log \left({\frac {4\,R_{1}\,R_{2}}{R^{2}}}\right)}       |

Le ultime quattro righe in questa tabella elencano i cosiddetti quattro test classici per il Sistema Solare per le teorie relativistiche della gravitazione. Delle tre teorie che compaiono nella tabella, solo la relatività generale è in accordo con i risultati sperimentali e con le osservazioni nel Sistema Solare. La teoria di Nordström dà il risultato corretto solo per l'esperimento di Pound-Rebka; non sorprende che la teoria di Newton non superi alcuno di tutti e quattro i test relativistici

## Onde gravitazionali piane nel vuoto
Nel sistema di coordinate doppiamente nulle per lo spaziotempo di Minkowski,
{\displaystyle ds^{2}=2\,du\,dv+dx^{2}+dy^{2},\;\;\;-\infty <u,\,v,\,x,\,y<\infty }
una semplice soluzione dell'equazione d'onda 
{\displaystyle 2\,\psi _{uv}+\psi _{xx}+\psi _{yy}=0}
è {\displaystyle \psi =f(u)}, dove f è una funzione liscia arbitraria. Ciò rappresenta un'onda piana che si propaga nella direzione z. Pertanto, la teoria di Nordström ammette la soluzione esatta per il vuoto
{\displaystyle ds^{2}=\exp(2f(u))\;\left(2\,du\,dv+dx^{2}+dy^{2}\right),\;\;\;-\infty <u,\,v,\,x,\,y<\infty }
che possiamo interpretare in termini di propagazione di un'onda gravitazionale piana.
Questa varietà lorentziana ammette un gruppo di Lie esa-dimensionale di isometrie, o equivalentemente, un'algebra di Lie esa-dimensionale di campi vettoriali di Killing:
{\displaystyle \partial _{v}} (una traslatzione nulla, opposta al campo del vettore d'onda {\displaystyle \partial _{u}})
{\displaystyle \partial _{x},\;\;\partial _{y}} (translazione spaziale ortogonale ai fronti d'onda)
{\displaystyle -y\,\partial _{x}+x\,\partial _{y}} (rotazione attorno a un asse parallelo alla direzione di propagazione)
{\displaystyle x\,\partial _{v}+u\,\partial _{x},\;\;y\,\partial _{v}+u\,\partial _{y}}
Per esempio, il campo vettoriale di Killing {\displaystyle x\,\partial _{v}+u\,\partial _{x}} 
si integra per dare la famiglia a un parametro di isometrie
{\displaystyle (u,v,x,y)\longrightarrow (u,\;v+x\,\lambda +{\frac {u}{2}}\,\lambda ^{2},\;x+u\,\lambda ,\;y)}
Proprio come in relatività ristretta (e in relatività generale), è sempre possibile cambiare coordinate, senza alterare la forma della soluzione, in modo che l'onda si propaghi in qualsiasi direzione trasversale a {\displaystyle \partial _{z}}.
Notare che il nostro gruppo di isometria è transitivo sulle ipersuperfici {\displaystyle u=u_{0}}.
Per convenzione, la generica onda gravitazionale piana in relatività generale ha solo un gruppo di Lie penta-dimensionale di isometrie. (In entrambe le teorie, le speciali onde piane possono avere simmetrie extra.) Brevemente, diremo ancora un po' di più sul perché è così. 
Adottando il frame field
{\displaystyle {\vec {e}}_{0}={\frac {1}{\sqrt {2}}}\,\left(\partial _{v}+\exp(-2f)\,\partial _{u}\right)}
{\displaystyle {\vec {e}}_{1}={\frac {1}{\sqrt {2}}}\,\left(\partial _{v}-\exp(-2f)\,\partial _{u}\right)}
{\displaystyle {\vec {e}}_{2}=\partial _{x}}
{\displaystyle {\vec {e}}_{3}=\partial _{y}}
troviamo che la famiglia corrispondente di particelle di prova è costituita da particelle inerziali (in caduta libera), poiché il vettore di accelerazione si annulla
{\displaystyle \nabla _{{\vec {e}}_{0}}{\vec {e}}_{0}=0}
Notiamo che se f si annulla, questa famiglia diventa una famiglia di particelle di prova reciprocamente stazionarie nello spaziotempo piatto (di Minkowski). Rispetto alla congruenza per una geodetica di tipo tempo delle linee d'universo ottenute integrando il campo vettoriale unitario di tipo tempo, il tensore di espansione
{\displaystyle \theta [{\vec {X}}]_{{\hat {p}}{\hat {q}}}={\frac {1}{\sqrt {2}}}\,f'(u)\,\exp(-2\,f(u))\,{\rm {diag}}(0,1,1)}
mostra che le nostre particelle di prova sono in espansione o in contrazione isotropicamente e transversalmente alla direzione di propagazione. Ciò è esattamente ciò che ci aspetteremmo per un'onda a spin-0 trasversale; il comportamento di famiglie analoghe di particelle di prova che incontrano un'onda gravitazionale piana in relatività generale è piuttosto diverso, perché queste sono onde a spin-2. Ciò è dovuto al fatto che la teoria di Nordström della gravitatione è una teoria scalare, mentre la teoria di Einstein della gravitazione (la relatività generale) è una teoria tensoriale. D'altra parte, le onde gravitazionali in entrambe le teorie sono onde trasversali. Le onde elettromagnetiche piane sono ovviamente anche trasversali. Il tensore di marea
{\displaystyle E[{\vec {X}}]_{{\hat {p}}{\hat {q}}}={\frac {1}{2}}\,\exp(-4\,f(u))\;\left(f'(u)^{2}-f''(u)\right)\,{\rm {diag}}(0,1,1)}
mostra ulteriormente il carattere a spin-0 delle onde gravitazionali piane nella teoria di Nordström. (Il tensore di marea e il tensore di espansione sono tensori tri-dimensionali che vivono negli elementi iperpiani ortogonali a {\displaystyle {\vec {e}}_{0}}, che in questo caso sembrano essere irrotazionali, quindi possiamo considerare questi tensori come definiti su ipersezioni ortogonali.
La soluzione esatta che stiamo discutendo qui, che interpretiamo come un'onda gravitazionale piana che si propaga, dà qualche informazione sulla propagazione della radiazione gravitazionale nella teoria di Nordström, ma non fornisce alcuna informazione sulla generazione di radiazioni gravitazionali in questa teoria. A questo punto, sarebbe naturale discutere l'analogo per la teoria della gravitazione di Nordström della teoria gravitazionale standard linearizzata nella relatività generale, ma non perseguiremo.